# 塞薩爾·德爾加多
塞薩爾·德爾加多（César Delgado，1981年8月18日—）是一位阿根廷足球運動員。目前效力蒙特雷。
在09-10賽季的歐冠聯賽小組賽里昂客場對利物浦的比賽中，他在補時階段為里昂打進重要一球。